# Liste der Abkürzungen antiker Autoren und Werktitel/K
| Abk. Autor         | Autor                                | Autor                                 | Edition                                                                    |
|                    | Abk. Werk                            | Werktitel                             | Deutscher Titel                                                            |
| ------------------ | ------------------------------------ | ------------------------------------- | -------------------------------------------------------------------------- |
| Kall. oder Kallim. | Kallimachos                          | Kallimachos                           |                                                                            |
|                    | ait.                                 | Aetia Αἴτια (Aítia)                   | Ursprünge                                                                  |
|                    | Ap.                                  |                                       | Apollonhymnus                                                              |
|                    | Artem.                               |                                       | Artemishymnus                                                              |
|                    | Del.                                 |                                       | Hymnus auf Delos                                                           |
|                    | Dem.                                 |                                       | Demeterhymnus                                                              |
|                    | epigr.                               | Epigrammata Επιγράµµατα (Epigrámmata) | Epigramme                                                                  |
|                    | frg.                                 | fragmentum                            |                                                                            |
|                    | h(ymn).                              | hymni Ὕµνοι (Hýmnoi)                  | Hymnen                                                                     |
|                    | Hek.                                 | Hecala Ἑκάλη (Hekálē)                 |                                                                            |
|                    | iamb.                                | iambi Ἴαµβοι (Íamboi)                 | jambische Gedichte                                                         |
|                    | Iov.                                 |                                       | Zeushymnus                                                                 |
|                    | lav. Pall.                           | lavacrum Palladis                     | Bad der Pallas (Hymnus auf Athene)                                         |
|                    | Sos.                                 | Sosibii victoria                      |                                                                            |
| Kall.              | Kallisthenes von Olynth              | Kallisthenes von Olynth               |                                                                            |
|                    |                                      | Hellenika                             |                                                                            |
| Kalla              | Massektot Kalla                      | Massektot Kalla                       | M. Higger (Hg.): Massekhtot Kalla. New York 1936, Nachdruck Jerusalem 1970 |
| Karo               | Die Schachtgräber von Mykenai        | Die Schachtgräber von Mykenai         | Georg Karo (München 1930–1933)                                             |
| KBo                | Keilschrifttexte aus Boghazköi       | Keilschrifttexte aus Boghazköi        | Hugo Hugo Heinrich Figulla et al. (Leipzig, Berlin 1916ff.)                |
| Kel                | Talmudtraktat Kelim                  | Talmudtraktat Kelim                   |                                                                            |
| Ker                | Talmudtraktat Keritot                | Talmudtraktat Keritot                 |                                                                            |
| Kern, Orph.        | Orphicorum fragmenta                 | Orphicorum fragmenta                  | Otto Kern 3. Aufl. (Dublin, Zürich 1972)                                   |
| KerygmaPetr        | Kerygma Petri                        | Kerygma Petri                         |                                                                            |
| Ket                | Talmudtraktat Ketubbot               | Talmudtraktat Ketubbot                |                                                                            |
| KH                 | Khania (Fundort Linear-B-Täfelchen)  | Khania (Fundort Linear-B-Täfelchen)   |                                                                            |
| Kil                | Talmudtraktat Kil'ajim               | Talmudtraktat Kil'ajim                |                                                                            |
| KirchPA            | Prosopographia Attica                | Prosopographia Attica                 | Johannes Kirchner (Chicago 1981, Nachdruck der Ausgabe 1901–1903)          |
| Klgl               | Klagelieder Jeremias                 | Klagelieder Jeremias                  |                                                                            |
| KlP                | Der Kleine Pauly: Lexikon der Antike | Der Kleine Pauly: Lexikon der Antike  | Konrat Ziegler et al. (München 1964–1975)                                  |
| KN                 | Knossos (Fundort Linear-B-Täfelchen) | Knossos (Fundort Linear-B-Täfelchen)  |                                                                            |
| Koh                | Kohelet                              | Kohelet                               |                                                                            |
| Kol                | Kolosserbrief                        | Kolosserbrief                         |                                                                            |
| Konon              | Konon                                | Konon                                 |                                                                            |
|                    | narr.                                | narrationes                           |                                                                            |
| Konz.              | Konzil                               | Konzil                                |                                                                            |
| Korinn.            | Korinna                              | Korinna                               |                                                                            |
| Kornut.            | Lucius Annaeus Kornutos              | Lucius Annaeus Kornutos               |                                                                            |
| Kosm. Ind.         | Kosmas Indikopleustes                | Kosmas Indikopleustes                 |                                                                            |
|                    | top.                                 | topographia christiana                |                                                                            |
| Kratin.            | Kratinos                             | Kratinos                              |                                                                            |
| Ktes.              | Ktesias von Knidos                   | Ktesias von Knidos                    |                                                                            |
|                    |                                      | Persika                               |                                                                            |
| KUB                | Keilschrifturkunden aus Boghazköi    | Keilschrifturkunden aus Boghazköi     | Hans G. Güterbock, Albrecht Götze (Berlin 1922ff.)                         |
| Kypr.              | Kypria                               | Kypria                                |                                                                            |
| Kyr. Alex.         | Kyrill von Alexandria                | Kyrill von Alexandria                 |                                                                            |
|                    | c. Iulian.                           | contra Iulianum                       |                                                                            |
|                    | c. Nest.                             | contra Nestorium                      |                                                                            |
|                    | Chr. un.                             | quod unus sit Christus                |                                                                            |
|                    | hom. div.                            | homiliae diversae                     |                                                                            |
| Kyr. Hier.         | Kyrill von Jerusalem                 | Kyrill von Jerusalem                  |                                                                            |
|                    | catech.                              | catecheses                            |                                                                            |

| Legende zu den Farben der Autoreneinträge | Legende zu den Farben der Autoreneinträge | Legende zu den Farben der Autoreneinträge | Legende zu den Farben der Autoreneinträge                                                      |
| ----------------------------------------- | ----------------------------------------- | ----------------------------------------- | ---------------------------------------------------------------------------------------------- |
|                                           | Autor                                     | Autor                                     | Autorenabkürzung                                                                               |
| SW                                        | Sammelwerk                                | Sammelwerk                                | Sammlung oder Sammelwerk (sowohl moderne als auch antike)                                      |
| AN                                        | Anonym                                    | Anonym                                    | Schrift eines einzelnen, unbekannten Autors                                                    |
| BS                                        | Biblische Schrift                         | Biblische Schrift                         | Schrift des AT oder NT (auch Apokryphen)                                                       |
| RS                                        | Rabbinische Schrift                       | Rabbinische Schrift                       | Mischna, Talmud und sonstige hebräische, nichtbiblische Schrift                                |
| X                                         | Sonstiges                                 | Sonstiges                                 | Abkürzung von Lexikon, Referenz- oder Nachschlagewerk, Schriftreihe etc.; allgemeine Abkürzung |